# Jean Boulanger
Jean Boulanger (Troyes, 1606 – Modena, 24 luglio 1660) è stato un pittore francese, attivo soprattutto a Modena, sotto il ducato degli Estensi.

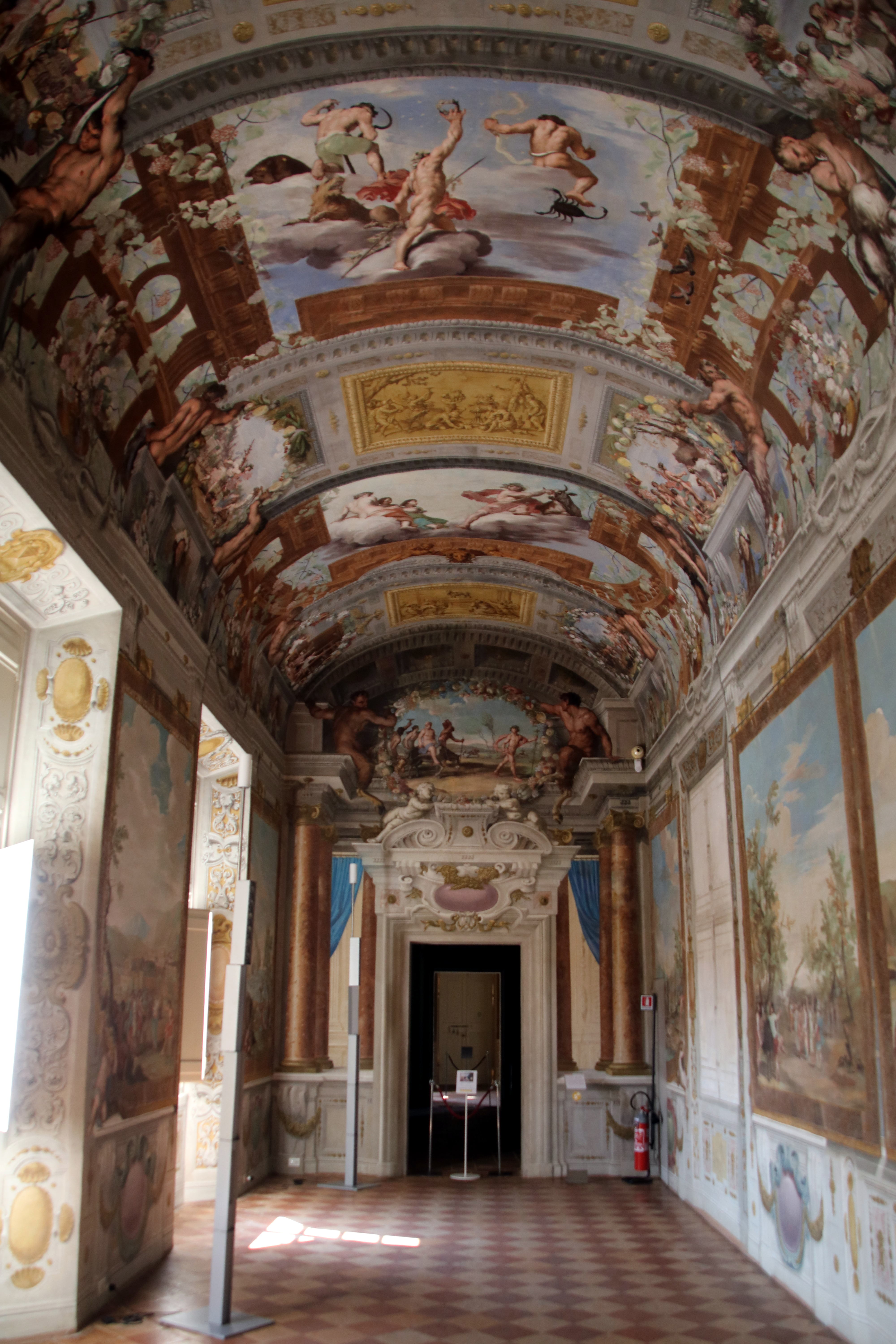
La Galleria di Bacco nel Palazzo Ducale di Sassuolo.

Il Boulanger è conosciuto per il ciclo di affreschi realizzato fra il 1638 e il 1656 al Palazzo ducale di Sassuolo.
Il pittore francese nei primi tre anni dipinse la Camera della Fede Maritale, il Camerino dell'Innocenza, la Camera dei Venti e la Camera di Giove. Dal 1640, con l'aiuto di Baldassare Bianchi, Angelo Colonna, Agostino Militelli e Gian Giacomo Monti, affrescò gli ambienti restanti della reggia, in particolare, con risultati straordinari, il ciclo di quarantuno dipinti dedicati a Bacco nell'omonima galleria e la Sala delle Guardie.
Un'opera su tela dell'artista francese (Madonna della Ghiara) è curiosamente conservata nel duomo di Pergola in provincia di Pesaro e Urbino. L'opera gli fu commissionata dal poeta pergolese Girolamo Graziani, durante la sua permanenza a Modena come segretario di corte di Francesco I d'Este.